# Рекіцеле-де-Жос
Рекіцеле-де-Жос (рум. Răchițele de Jos) — село у повіті Арджеш в Румунії. Адміністративний центр комуни Коку.
Село розташоване на відстані 123 км на північний захід від Бухареста, 16 км на захід від Пітешть, 91 км на північний схід від Крайови, 113 км на південний захід від Брашова.

## Населення
За даними перепису населення 2002 року у селі проживала 481 особа, усі — румуни. Усі жителі села рідною мовою назвали румунську.